# Osebergi hajó
Az osebergi viking hajó egy korabeli viking hajó, amelyet egy sírban találtak meg az Oseberg farmon Norvégiában, közel az Oslo-fjord partjához.

## Története
1903-ban találták meg, és Gabriel Gustafson svéd és Haakon Shetelig norvég régészek tárták fel 1904-1905-ben.
A hajó a viking művészet kimagasló remekműve. A föld alatt kék vagy fazekasagyagba ágyazódott, ez konzerválta a faanyagot. Mivel a temetéskor kövekkel töltötték fel, azok szétnyomták a hajótestet, így a hajót évek munkájával fadarabokból kellett újjáépíteni. Ezután kiderült, hogy nem nyílt tengeri használatra tervezték, hanem inkább partközeli közlekedésre, valószínűleg mint luxushajó szolgálhatta gazdáját. Tölgyfából építették, hosszúsága 22 m, 5 m széles, az árbóca 9–10 m magas lehetett. 15 pár evezős volt, tehát a hajóhoz legalább 30 fős legénység tartozott. Formája rendkívül kecses, orr- és fartőkéje gazdagon faragott. Egyes kutatók szerint egyenesen a temetés céljára építették, de ennek ellentmondanak a hajón található használódási nyomok.
Ami az osebergi leletet igazán egyedülállóvá teszi, az a sírmellékletek nagy mennyisége. Dendrokronológiai analízissel megállapították, hogy a temetés 834-ben történt. A hajósírban két nő maradványait találták meg, úrnőét és szolgálójáét. Egyes kutatók szerint az úrnő nem lehetett más, mint a legendás Asa (Aasa) királynő az Yngling-házból, Széphajú Harald nagyanyja, az óskandináv birodalom megalapítója. De bárki volt is, annyi bizonyos, hogy rendkívül előkelő volt, hiszen túlvilági útjára gazdagon felszerelve bocsátották. Bár az ékszereket sírrablók ellopták, ami maradt, az is rendkívüli forrása a vikingek hétköznapi életét vizsgáló kutatóknak.

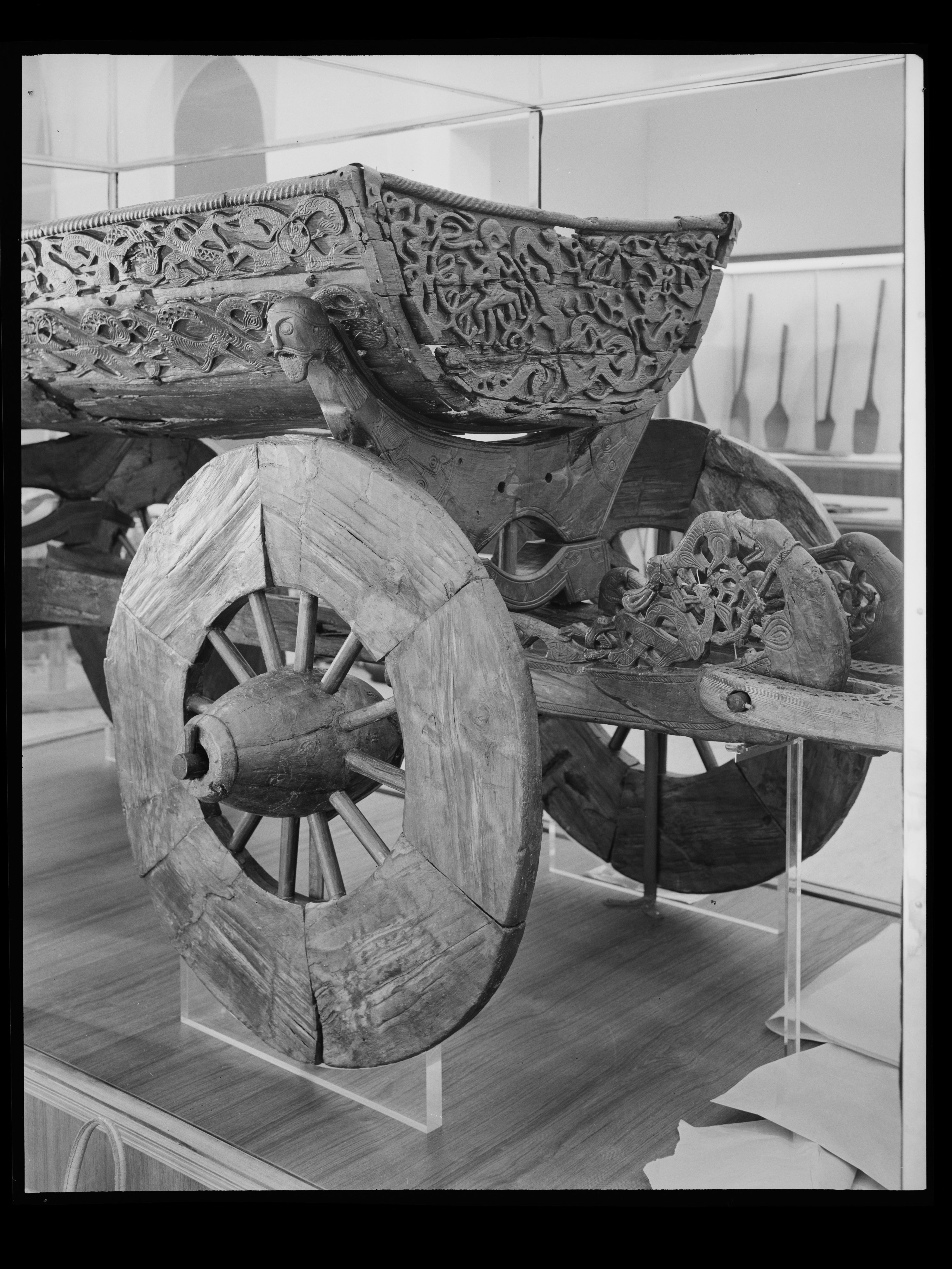
Lelet az osebergi hajóból: a díszesen faragott viking hintó

A hercegnőt ágyban, puha derékaljra fektetve, pehelytakaróval betakarva bocsátották utolsó útjára. A hajóban még két gazdagon faragott ágyat, három díszes szánt, egy díszhintót találtak. De a háztartási és mezőgazdasági eszközök teljes tárát is mellé temették. A régészek találtak konyhafelszerelést fazekakkal, malomkövekkel, teknőkkel, földművelő szerszámokat, magvakat, még egy trágyahordó szánt is. A hozzátartozók gondoltak az üres órákra is, négy szövőszéket is a sírba tettek a textilek, falikárpitok mellé. De a halottat nem csak tárgyak, hanem egy kisebb állatsereglet is elkísérte: tizenöt ló, négy kutya és egy ökör. Valamint kapott élelmiszert is: diót, almát és húsdarabokat.
A halott kivételezett helyzetét mutatja az is, hogy ilyen gazdag sírmellékletet a régészek csak férfisírokban találtak. A hajó és a hozzátartozó leletek ma az oslói viking hajók múzeumában láthatóak.

## Külső hivatkozások
- The Oseberg find 100-year anniversary – the great adventure in Norwegian archaeology
- Az osebergi hajó
- Az osebergi kocsi
- Tanulmány az osebergi hajón talált textilekről (angol)
- A norvégiai viking hajók felsorolása és egyéb érdekességek sok fotóval (angol, norvég)
- A Dronninga – az osebergi hajó másolata
- Az Oseberg Buddha (magyar)